# 쿠타이시
쿠타이시(조지아어: ქუთაისი Kutaisi)는 조지아 서쪽의 중심지이다. 인구는 약 14만7635명(2014년)이다. 소비에트 연방 붕괴 이전에는 그루지야 SSR 제2의 공업 도시였고, 자동차 공장 등이 유명했다. 트빌리시로부터는 221킬로미터 지점에 위치해 있다.

## 역사
고대 그리스의 콜키스 왕국(혹은 콜히다 왕국), 기원전 6세기 ~ 기원전 2세기)의 수도였다. 고고학적인 증거가 쿠타이시가 콜키스 왕국의 수도 역할을 해왔다는 것을 보여준다. 975년부터 1122년까지 조지아 왕국의 수도였고, 15세기 이후는 이메레티 왕국의 수도이기도 했다. 1810년에는 러시아 제국에 병합되었다. 2012년 5월 26일 조지아 의회의사당이 트빌리시에서 쿠타이시로 이전했다.
마을에서 내려다 보는 언덕에 있는 바그라티 대성당(11세기에 완성)이나, 근교의 겔라티 수도원이 유명하고, 2개 전부 유네스코의 세계유산에 등록되어 있다.

## 경제
2009년 4월 2일, 조지아 경제부 장관 라샤 즈바니아는 이집트에 근거를 둔 가전제품 회사 프레시 일렉트릭이 쿠타이시시에 자유산업지대를 설정하고자 한다고 발표했다.

## 관광
쿠타이시의 랜드마크는 바그라티 대성당으로 이 성당은 조지아 왕국의 바그라트 3세가 11세기에 지었다.

겔라티 수도원
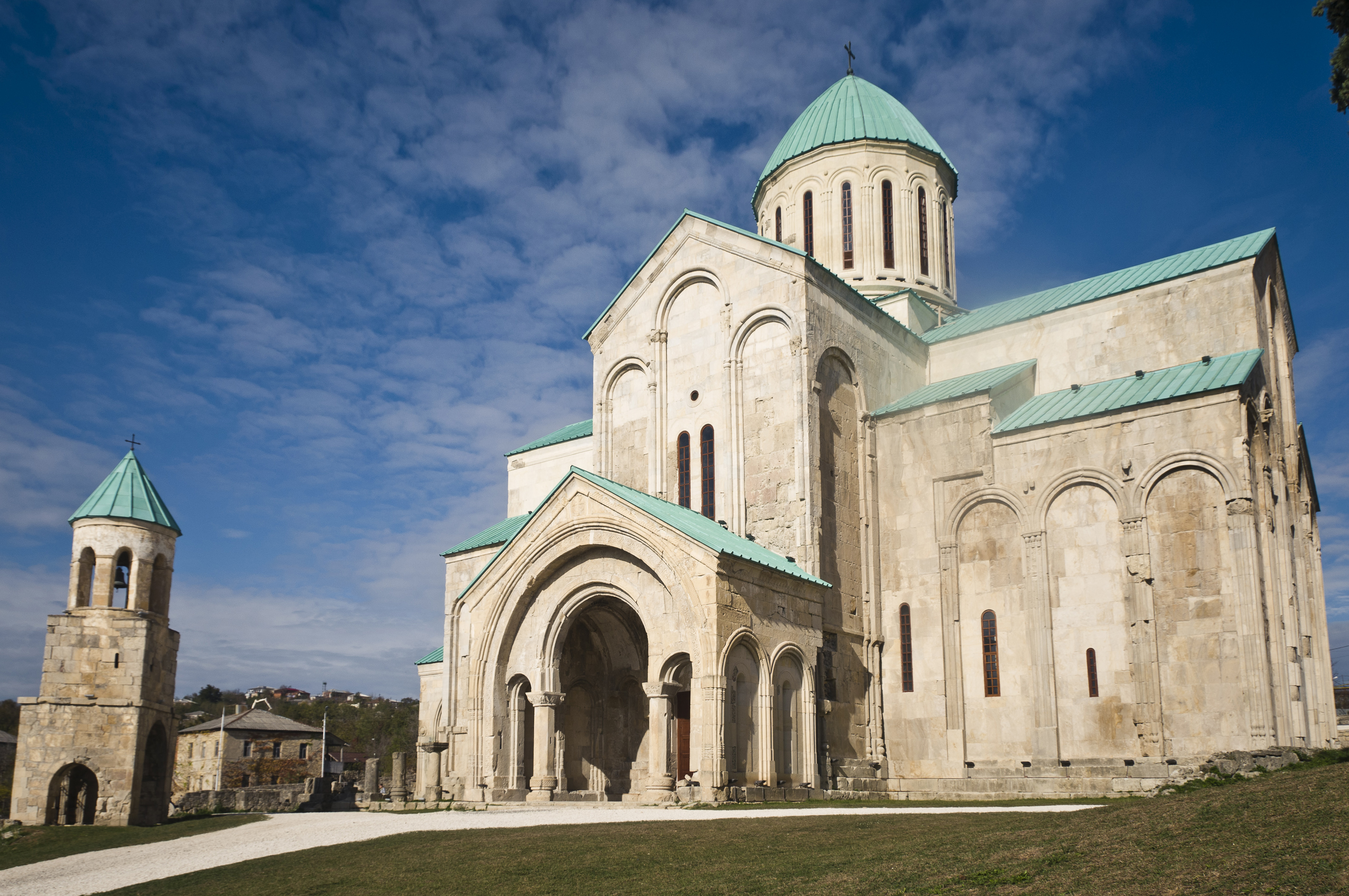
바그라티 대성당

- 겔라티 수도원
- 바그라티 대성당

## 기후
| 쿠타이시의 기후                                                    | 쿠타이시의 기후 | 쿠타이시의 기후 | 쿠타이시의 기후 | 쿠타이시의 기후 | 쿠타이시의 기후 | 쿠타이시의 기후 | 쿠타이시의 기후 | 쿠타이시의 기후 | 쿠타이시의 기후 | 쿠타이시의 기후 | 쿠타이시의 기후 | 쿠타이시의 기후 | 쿠타이시의 기후 |
| 월                                                                 | 1월             | 2월             | 3월             | 4월             | 5월             | 6월             | 7월             | 8월             | 9월             | 10월            | 11월            | 12월            | 연간            |
| ------------------------------------------------------------------ | --------------- | --------------- | --------------- | --------------- | --------------- | --------------- | --------------- | --------------- | --------------- | --------------- | --------------- | --------------- | --------------- |
| 역대 최고 기온 °C (°F)                                             | 21.4 (70.5)     | 23.8 (74.8)     | 29.0 (84.2)     | 33.9 (93.0)     | 37.6 (99.7)     | 39.0 (102.2)    | 43.1 (109.6)    | 42.2 (108.0)    | 40.0 (104.0)    | 35.2 (95.4)     | 28.6 (83.5)     | 24.6 (76.3)     | 43.1 (109.6)    |
| 일평균 최고 기온 °C (°F)                                           | 9.7 (49.5)      | 10.9 (51.6)     | 14.7 (58.5)     | 19.9 (67.8)     | 24.5 (76.1)     | 27.6 (81.7)     | 29.4 (84.9)     | 30.2 (86.4)     | 27.0 (80.6)     | 22.3 (72.1)     | 16.0 (60.8)     | 11.6 (52.9)     | 20.3 (68.6)     |
| 일일 평균 기온 °C (°F)                                             | 6.1 (43.0)      | 6.5 (43.7)      | 9.6 (49.3)      | 13.9 (57.0)     | 18.4 (65.1)     | 22.0 (71.6)     | 24.3 (75.7)     | 24.8 (76.6)     | 21.6 (70.9)     | 17.3 (63.1)     | 11.7 (53.1)     | 8.0 (46.4)      | 15.4 (59.6)     |
| 일평균 최저 기온 °C (°F)                                           | 3.7 (38.7)      | 3.6 (38.5)      | 6.2 (43.2)      | 9.7 (49.5)      | 14.0 (57.2)     | 17.8 (64.0)     | 20.5 (68.9)     | 20.7 (69.3)     | 17.6 (63.7)     | 13.8 (56.8)     | 8.8 (47.8)      | 5.5 (41.9)      | 11.8 (53.3)     |
| 역대 최저 기온 °C (°F)                                             | −9.2 (15.4)     | −9.8 (14.4)     | −5.3 (22.5)     | −2.1 (28.2)     | 2.6 (36.7)      | 8.5 (47.3)      | 13.0 (55.4)     | 12.1 (53.8)     | 8.6 (47.5)      | 3.0 (37.4)      | −1.0 (30.2)     | −6.7 (19.9)     | −9.8 (14.4)     |
| 평균 강수량 mm (인치)                                              | 138.2 (5.44)    | 117.0 (4.61)    | 133.8 (5.27)    | 86.0 (3.39)     | 84.7 (3.33)     | 101.1 (3.98)    | 86.4 (3.40)     | 77.6 (3.06)     | 116.5 (4.59)    | 144.9 (5.70)    | 129.2 (5.09)    | 142.8 (5.62)    | 1,358.2 (53.48) |
| 평균 강수일수 (≥ 1.0 mm)                                           | 12.5            | 11.1            | 12.5            | 9.9             | 9.2             | 8.9             | 8.8             | 7.4             | 8.3             | 9.5             | 10.4            | 11.4            | 119.9           |
| 평균 상대 습도 (%)                                                 | 70.2            | 70.5            | 70.4            | 69.2            | 70.9            | 73.3            | 75              | 74              | 71.5            | 70.2            | 69.3            | 69.2            | 71.1            |
| 출처: 미국 해양대기청 (평년값: 1991년~2020년, 극값: 1981년~2020년) |                 |                 |                 |                 |                 |                 |                 |                 |                 |                 |                 |                 |                 |

## 자매결연 도시
- 뉴포트(Newport), 영국.
- 컬럼비아(Columbia), 미국(미주리주).

## 같이 보기
- 콜키스
- 이메레티주